# Satz von Birkhoff-Kellogg
Der Satz von Birkhoff-Kellogg (englisch Birkhoff-Kellogg Theorem) ist ein Lehrsatz aus dem mathematischen Teilgebiet der Nichtlinearen Funktionalanalysis, der auf eine im Jahre 1922 von den beiden Mathematikern George David Birkhoff und Oliver Dimon Kellogg vorgelegte wissenschaftliche Arbeit zurückgeht. Er behandelt die Frage, unter welchen Bedingungen für gewisse Operatoren auf unendlich-dimensionalen Banachräumen das Eigenwertproblem lösbar ist. Der Satz erweist sich dabei als Analogon des klassischen Satzes von Poincaré-Brouwer in der Topologie.

## Formulierung des Satzes
Der Satz lässt sich zusammengefasst darstellen wie folgt:
Gegeben seien ein unendlich-dimensionaler Banachraum {\displaystyle X} und darin eine beschränkte offene Teilmenge {\displaystyle G\subset X}, welche den Nullpunkt {\displaystyle 0\in X} enthalte.
Auf der abgeschlossenen Hülle {\displaystyle {\overline {G}}} von {\displaystyle G} sei ein kompakter (linearer oder nichtlinearer) Operator {\displaystyle \mathrm {K} \colon {\overline {G}}\to X} gegeben, der die Bedingung
{\displaystyle \inf _{x\in \partial {G}}{\|\mathrm {K} (x)\|}>0}.
erfülle.
Dann gilt:
Das Eigenwertproblem ist für {\displaystyle \mathrm {K} } lösbar. Dabei gibt es einen Randpunkt {\displaystyle x_{0}\in \partial {G}} und dazu eine reelle Zahl {\displaystyle \lambda \in \mathbb {R} \setminus \{0\}}, welche die Gleichung {\displaystyle \mathrm {K} (x_{0})=\lambda x_{0}} erfüllen.

## Hintergrund
Der Beweis des Birkhoff-Kellogg’schen Satzes beruht wesentlich auf einem allgemeinen Eigenwertprinzip, zu dessen Herleitung der Leray-Schauder’sche Abbildungsgrad genutzt wird, sowie dem folgenden Approximationssatz für kompakte Operatoren (englisch Approximation Theorem for Compact Operators):
Gegeben seien zwei Banachräume {\displaystyle X,Y} (über {\displaystyle \mathbb {K} } mit {\displaystyle \mathbb {K} \in \{\mathbb {R} ,\mathbb {C} \}}) sowie eine beschränkte nichtleere Teilmenge {\displaystyle M\subset X} und hierauf ein beliebiger Operator {\displaystyle \Psi \colon M\to Y}.
Dann gilt:
{\displaystyle \Psi } ist ein kompakter Operator genau dann, wenn es eine Folge {\displaystyle {\Psi }_{n}\colon M\to Y\,(n=1,2,3,\ldots )} von Operatoren gibt derart, dass für {\displaystyle n=1,2,3,\ldots } stets folgende drei Bedingungen erfüllt sind:
(i) {\displaystyle {\Psi }_{n}} ist kompakt.
(ii) {\displaystyle \sup _{x\in M}{\|\Psi (x)-{\Psi }_{n}(x)\|_{Y}}\leq {\frac {1}{n}}}.
(iii) Der von der Bildmenge {\displaystyle {\Psi }_{n}(M)} (über {\displaystyle \mathbb {K} }) aufgespannte lineare Unterraum {\displaystyle \operatorname {span} \left({\Psi }_{n}(M)\right)} hat endliche Dimension.